# Келлера-2 парадокс
Парадо́кс Келлера-2 — ідея в шаховій композиції. Суть ідеї — кожне з двох тематичних полів, на які можуть ходити білі фігури, контролюються, як мінімум, двома чорними фігурами. Після того, як чорні знімають один контроль з одного тематичного поля, білі жертвують свою фігуру на інше тематичне поле, яке контролюється двома чорними фігурами.

## Історія
Цю ідею запропонував німецький шаховий композитор Михайло Келлер (31.05.1949).
В задачі є два тематичних поля, які контролюються, що найменше, двома чорними фігурами. В процесі гри чорні знімають один контроль з одного поля, але білі жертвують свою фігуру на інше тематичне поле, яке контролюється більшою кількістю чорних фігур, в результаті чого білі досягають мети, оголошують чорним мат.
Очевидна парадоксальність ідеї дала їй назву — парадокс Келлера-2. В Михайла Келлера є ще одна ідея, яка має назву — парадокс Келлера-1.
|   | a | b | c | d | e | f | g | h |   |
| 8 | a8 білий король · d8 чорний слон · b7 білий слон · c7 чорний пішак · d7 чорна тура · e7 чорний кінь · a6 чорний пішак · f6 білий слон · c5 чорний кінь · e5 білий кінь · g5 білий кінь · h5 біла тура · a4 чорна тура · f4 чорний король · g4 білий пішак · b3 чорний слон · d3 чорний пішак · f3 чорний пішак · h3 білий пішак · f2 білий пішак · g1 біла тура | a8 білий король · d8 чорний слон · b7 білий слон · c7 чорний пішак · d7 чорна тура · e7 чорний кінь · a6 чорний пішак · f6 білий слон · c5 чорний кінь · e5 білий кінь · g5 білий кінь · h5 біла тура · a4 чорна тура · f4 чорний король · g4 білий пішак · b3 чорний слон · d3 чорний пішак · f3 чорний пішак · h3 білий пішак · f2 білий пішак · g1 біла тура | a8 білий король · d8 чорний слон · b7 білий слон · c7 чорний пішак · d7 чорна тура · e7 чорний кінь · a6 чорний пішак · f6 білий слон · c5 чорний кінь · e5 білий кінь · g5 білий кінь · h5 біла тура · a4 чорна тура · f4 чорний король · g4 білий пішак · b3 чорний слон · d3 чорний пішак · f3 чорний пішак · h3 білий пішак · f2 білий пішак · g1 біла тура | a8 білий король · d8 чорний слон · b7 білий слон · c7 чорний пішак · d7 чорна тура · e7 чорний кінь · a6 чорний пішак · f6 білий слон · c5 чорний кінь · e5 білий кінь · g5 білий кінь · h5 біла тура · a4 чорна тура · f4 чорний король · g4 білий пішак · b3 чорний слон · d3 чорний пішак · f3 чорний пішак · h3 білий пішак · f2 білий пішак · g1 біла тура | a8 білий король · d8 чорний слон · b7 білий слон · c7 чорний пішак · d7 чорна тура · e7 чорний кінь · a6 чорний пішак · f6 білий слон · c5 чорний кінь · e5 білий кінь · g5 білий кінь · h5 біла тура · a4 чорна тура · f4 чорний король · g4 білий пішак · b3 чорний слон · d3 чорний пішак · f3 чорний пішак · h3 білий пішак · f2 білий пішак · g1 біла тура | a8 білий король · d8 чорний слон · b7 білий слон · c7 чорний пішак · d7 чорна тура · e7 чорний кінь · a6 чорний пішак · f6 білий слон · c5 чорний кінь · e5 білий кінь · g5 білий кінь · h5 біла тура · a4 чорна тура · f4 чорний король · g4 білий пішак · b3 чорний слон · d3 чорний пішак · f3 чорний пішак · h3 білий пішак · f2 білий пішак · g1 біла тура | a8 білий король · d8 чорний слон · b7 білий слон · c7 чорний пішак · d7 чорна тура · e7 чорний кінь · a6 чорний пішак · f6 білий слон · c5 чорний кінь · e5 білий кінь · g5 білий кінь · h5 біла тура · a4 чорна тура · f4 чорний король · g4 білий пішак · b3 чорний слон · d3 чорний пішак · f3 чорний пішак · h3 білий пішак · f2 білий пішак · g1 біла тура | a8 білий король · d8 чорний слон · b7 білий слон · c7 чорний пішак · d7 чорна тура · e7 чорний кінь · a6 чорний пішак · f6 білий слон · c5 чорний кінь · e5 білий кінь · g5 білий кінь · h5 біла тура · a4 чорна тура · f4 чорний король · g4 білий пішак · b3 чорний слон · d3 чорний пішак · f3 чорний пішак · h3 білий пішак · f2 білий пішак · g1 біла тура | 8 |
| 7 | a8 білий король · d8 чорний слон · b7 білий слон · c7 чорний пішак · d7 чорна тура · e7 чорний кінь · a6 чорний пішак · f6 білий слон · c5 чорний кінь · e5 білий кінь · g5 білий кінь · h5 біла тура · a4 чорна тура · f4 чорний король · g4 білий пішак · b3 чорний слон · d3 чорний пішак · f3 чорний пішак · h3 білий пішак · f2 білий пішак · g1 біла тура | a8 білий король · d8 чорний слон · b7 білий слон · c7 чорний пішак · d7 чорна тура · e7 чорний кінь · a6 чорний пішак · f6 білий слон · c5 чорний кінь · e5 білий кінь · g5 білий кінь · h5 біла тура · a4 чорна тура · f4 чорний король · g4 білий пішак · b3 чорний слон · d3 чорний пішак · f3 чорний пішак · h3 білий пішак · f2 білий пішак · g1 біла тура | a8 білий король · d8 чорний слон · b7 білий слон · c7 чорний пішак · d7 чорна тура · e7 чорний кінь · a6 чорний пішак · f6 білий слон · c5 чорний кінь · e5 білий кінь · g5 білий кінь · h5 біла тура · a4 чорна тура · f4 чорний король · g4 білий пішак · b3 чорний слон · d3 чорний пішак · f3 чорний пішак · h3 білий пішак · f2 білий пішак · g1 біла тура | a8 білий король · d8 чорний слон · b7 білий слон · c7 чорний пішак · d7 чорна тура · e7 чорний кінь · a6 чорний пішак · f6 білий слон · c5 чорний кінь · e5 білий кінь · g5 білий кінь · h5 біла тура · a4 чорна тура · f4 чорний король · g4 білий пішак · b3 чорний слон · d3 чорний пішак · f3 чорний пішак · h3 білий пішак · f2 білий пішак · g1 біла тура | a8 білий король · d8 чорний слон · b7 білий слон · c7 чорний пішак · d7 чорна тура · e7 чорний кінь · a6 чорний пішак · f6 білий слон · c5 чорний кінь · e5 білий кінь · g5 білий кінь · h5 біла тура · a4 чорна тура · f4 чорний король · g4 білий пішак · b3 чорний слон · d3 чорний пішак · f3 чорний пішак · h3 білий пішак · f2 білий пішак · g1 біла тура | a8 білий король · d8 чорний слон · b7 білий слон · c7 чорний пішак · d7 чорна тура · e7 чорний кінь · a6 чорний пішак · f6 білий слон · c5 чорний кінь · e5 білий кінь · g5 білий кінь · h5 біла тура · a4 чорна тура · f4 чорний король · g4 білий пішак · b3 чорний слон · d3 чорний пішак · f3 чорний пішак · h3 білий пішак · f2 білий пішак · g1 біла тура | a8 білий король · d8 чорний слон · b7 білий слон · c7 чорний пішак · d7 чорна тура · e7 чорний кінь · a6 чорний пішак · f6 білий слон · c5 чорний кінь · e5 білий кінь · g5 білий кінь · h5 біла тура · a4 чорна тура · f4 чорний король · g4 білий пішак · b3 чорний слон · d3 чорний пішак · f3 чорний пішак · h3 білий пішак · f2 білий пішак · g1 біла тура | a8 білий король · d8 чорний слон · b7 білий слон · c7 чорний пішак · d7 чорна тура · e7 чорний кінь · a6 чорний пішак · f6 білий слон · c5 чорний кінь · e5 білий кінь · g5 білий кінь · h5 біла тура · a4 чорна тура · f4 чорний король · g4 білий пішак · b3 чорний слон · d3 чорний пішак · f3 чорний пішак · h3 білий пішак · f2 білий пішак · g1 біла тура | 7 |
| 6 | a8 білий король · d8 чорний слон · b7 білий слон · c7 чорний пішак · d7 чорна тура · e7 чорний кінь · a6 чорний пішак · f6 білий слон · c5 чорний кінь · e5 білий кінь · g5 білий кінь · h5 біла тура · a4 чорна тура · f4 чорний король · g4 білий пішак · b3 чорний слон · d3 чорний пішак · f3 чорний пішак · h3 білий пішак · f2 білий пішак · g1 біла тура | a8 білий король · d8 чорний слон · b7 білий слон · c7 чорний пішак · d7 чорна тура · e7 чорний кінь · a6 чорний пішак · f6 білий слон · c5 чорний кінь · e5 білий кінь · g5 білий кінь · h5 біла тура · a4 чорна тура · f4 чорний король · g4 білий пішак · b3 чорний слон · d3 чорний пішак · f3 чорний пішак · h3 білий пішак · f2 білий пішак · g1 біла тура | a8 білий король · d8 чорний слон · b7 білий слон · c7 чорний пішак · d7 чорна тура · e7 чорний кінь · a6 чорний пішак · f6 білий слон · c5 чорний кінь · e5 білий кінь · g5 білий кінь · h5 біла тура · a4 чорна тура · f4 чорний король · g4 білий пішак · b3 чорний слон · d3 чорний пішак · f3 чорний пішак · h3 білий пішак · f2 білий пішак · g1 біла тура | a8 білий король · d8 чорний слон · b7 білий слон · c7 чорний пішак · d7 чорна тура · e7 чорний кінь · a6 чорний пішак · f6 білий слон · c5 чорний кінь · e5 білий кінь · g5 білий кінь · h5 біла тура · a4 чорна тура · f4 чорний король · g4 білий пішак · b3 чорний слон · d3 чорний пішак · f3 чорний пішак · h3 білий пішак · f2 білий пішак · g1 біла тура | a8 білий король · d8 чорний слон · b7 білий слон · c7 чорний пішак · d7 чорна тура · e7 чорний кінь · a6 чорний пішак · f6 білий слон · c5 чорний кінь · e5 білий кінь · g5 білий кінь · h5 біла тура · a4 чорна тура · f4 чорний король · g4 білий пішак · b3 чорний слон · d3 чорний пішак · f3 чорний пішак · h3 білий пішак · f2 білий пішак · g1 біла тура | a8 білий король · d8 чорний слон · b7 білий слон · c7 чорний пішак · d7 чорна тура · e7 чорний кінь · a6 чорний пішак · f6 білий слон · c5 чорний кінь · e5 білий кінь · g5 білий кінь · h5 біла тура · a4 чорна тура · f4 чорний король · g4 білий пішак · b3 чорний слон · d3 чорний пішак · f3 чорний пішак · h3 білий пішак · f2 білий пішак · g1 біла тура | a8 білий король · d8 чорний слон · b7 білий слон · c7 чорний пішак · d7 чорна тура · e7 чорний кінь · a6 чорний пішак · f6 білий слон · c5 чорний кінь · e5 білий кінь · g5 білий кінь · h5 біла тура · a4 чорна тура · f4 чорний король · g4 білий пішак · b3 чорний слон · d3 чорний пішак · f3 чорний пішак · h3 білий пішак · f2 білий пішак · g1 біла тура | a8 білий король · d8 чорний слон · b7 білий слон · c7 чорний пішак · d7 чорна тура · e7 чорний кінь · a6 чорний пішак · f6 білий слон · c5 чорний кінь · e5 білий кінь · g5 білий кінь · h5 біла тура · a4 чорна тура · f4 чорний король · g4 білий пішак · b3 чорний слон · d3 чорний пішак · f3 чорний пішак · h3 білий пішак · f2 білий пішак · g1 біла тура | 6 |
| 5 | a8 білий король · d8 чорний слон · b7 білий слон · c7 чорний пішак · d7 чорна тура · e7 чорний кінь · a6 чорний пішак · f6 білий слон · c5 чорний кінь · e5 білий кінь · g5 білий кінь · h5 біла тура · a4 чорна тура · f4 чорний король · g4 білий пішак · b3 чорний слон · d3 чорний пішак · f3 чорний пішак · h3 білий пішак · f2 білий пішак · g1 біла тура | a8 білий король · d8 чорний слон · b7 білий слон · c7 чорний пішак · d7 чорна тура · e7 чорний кінь · a6 чорний пішак · f6 білий слон · c5 чорний кінь · e5 білий кінь · g5 білий кінь · h5 біла тура · a4 чорна тура · f4 чорний король · g4 білий пішак · b3 чорний слон · d3 чорний пішак · f3 чорний пішак · h3 білий пішак · f2 білий пішак · g1 біла тура | a8 білий король · d8 чорний слон · b7 білий слон · c7 чорний пішак · d7 чорна тура · e7 чорний кінь · a6 чорний пішак · f6 білий слон · c5 чорний кінь · e5 білий кінь · g5 білий кінь · h5 біла тура · a4 чорна тура · f4 чорний король · g4 білий пішак · b3 чорний слон · d3 чорний пішак · f3 чорний пішак · h3 білий пішак · f2 білий пішак · g1 біла тура | a8 білий король · d8 чорний слон · b7 білий слон · c7 чорний пішак · d7 чорна тура · e7 чорний кінь · a6 чорний пішак · f6 білий слон · c5 чорний кінь · e5 білий кінь · g5 білий кінь · h5 біла тура · a4 чорна тура · f4 чорний король · g4 білий пішак · b3 чорний слон · d3 чорний пішак · f3 чорний пішак · h3 білий пішак · f2 білий пішак · g1 біла тура | a8 білий король · d8 чорний слон · b7 білий слон · c7 чорний пішак · d7 чорна тура · e7 чорний кінь · a6 чорний пішак · f6 білий слон · c5 чорний кінь · e5 білий кінь · g5 білий кінь · h5 біла тура · a4 чорна тура · f4 чорний король · g4 білий пішак · b3 чорний слон · d3 чорний пішак · f3 чорний пішак · h3 білий пішак · f2 білий пішак · g1 біла тура | a8 білий король · d8 чорний слон · b7 білий слон · c7 чорний пішак · d7 чорна тура · e7 чорний кінь · a6 чорний пішак · f6 білий слон · c5 чорний кінь · e5 білий кінь · g5 білий кінь · h5 біла тура · a4 чорна тура · f4 чорний король · g4 білий пішак · b3 чорний слон · d3 чорний пішак · f3 чорний пішак · h3 білий пішак · f2 білий пішак · g1 біла тура | a8 білий король · d8 чорний слон · b7 білий слон · c7 чорний пішак · d7 чорна тура · e7 чорний кінь · a6 чорний пішак · f6 білий слон · c5 чорний кінь · e5 білий кінь · g5 білий кінь · h5 біла тура · a4 чорна тура · f4 чорний король · g4 білий пішак · b3 чорний слон · d3 чорний пішак · f3 чорний пішак · h3 білий пішак · f2 білий пішак · g1 біла тура | a8 білий король · d8 чорний слон · b7 білий слон · c7 чорний пішак · d7 чорна тура · e7 чорний кінь · a6 чорний пішак · f6 білий слон · c5 чорний кінь · e5 білий кінь · g5 білий кінь · h5 біла тура · a4 чорна тура · f4 чорний король · g4 білий пішак · b3 чорний слон · d3 чорний пішак · f3 чорний пішак · h3 білий пішак · f2 білий пішак · g1 біла тура | 5 |
| 4 | a8 білий король · d8 чорний слон · b7 білий слон · c7 чорний пішак · d7 чорна тура · e7 чорний кінь · a6 чорний пішак · f6 білий слон · c5 чорний кінь · e5 білий кінь · g5 білий кінь · h5 біла тура · a4 чорна тура · f4 чорний король · g4 білий пішак · b3 чорний слон · d3 чорний пішак · f3 чорний пішак · h3 білий пішак · f2 білий пішак · g1 біла тура | a8 білий король · d8 чорний слон · b7 білий слон · c7 чорний пішак · d7 чорна тура · e7 чорний кінь · a6 чорний пішак · f6 білий слон · c5 чорний кінь · e5 білий кінь · g5 білий кінь · h5 біла тура · a4 чорна тура · f4 чорний король · g4 білий пішак · b3 чорний слон · d3 чорний пішак · f3 чорний пішак · h3 білий пішак · f2 білий пішак · g1 біла тура | a8 білий король · d8 чорний слон · b7 білий слон · c7 чорний пішак · d7 чорна тура · e7 чорний кінь · a6 чорний пішак · f6 білий слон · c5 чорний кінь · e5 білий кінь · g5 білий кінь · h5 біла тура · a4 чорна тура · f4 чорний король · g4 білий пішак · b3 чорний слон · d3 чорний пішак · f3 чорний пішак · h3 білий пішак · f2 білий пішак · g1 біла тура | a8 білий король · d8 чорний слон · b7 білий слон · c7 чорний пішак · d7 чорна тура · e7 чорний кінь · a6 чорний пішак · f6 білий слон · c5 чорний кінь · e5 білий кінь · g5 білий кінь · h5 біла тура · a4 чорна тура · f4 чорний король · g4 білий пішак · b3 чорний слон · d3 чорний пішак · f3 чорний пішак · h3 білий пішак · f2 білий пішак · g1 біла тура | a8 білий король · d8 чорний слон · b7 білий слон · c7 чорний пішак · d7 чорна тура · e7 чорний кінь · a6 чорний пішак · f6 білий слон · c5 чорний кінь · e5 білий кінь · g5 білий кінь · h5 біла тура · a4 чорна тура · f4 чорний король · g4 білий пішак · b3 чорний слон · d3 чорний пішак · f3 чорний пішак · h3 білий пішак · f2 білий пішак · g1 біла тура | a8 білий король · d8 чорний слон · b7 білий слон · c7 чорний пішак · d7 чорна тура · e7 чорний кінь · a6 чорний пішак · f6 білий слон · c5 чорний кінь · e5 білий кінь · g5 білий кінь · h5 біла тура · a4 чорна тура · f4 чорний король · g4 білий пішак · b3 чорний слон · d3 чорний пішак · f3 чорний пішак · h3 білий пішак · f2 білий пішак · g1 біла тура | a8 білий король · d8 чорний слон · b7 білий слон · c7 чорний пішак · d7 чорна тура · e7 чорний кінь · a6 чорний пішак · f6 білий слон · c5 чорний кінь · e5 білий кінь · g5 білий кінь · h5 біла тура · a4 чорна тура · f4 чорний король · g4 білий пішак · b3 чорний слон · d3 чорний пішак · f3 чорний пішак · h3 білий пішак · f2 білий пішак · g1 біла тура | a8 білий король · d8 чорний слон · b7 білий слон · c7 чорний пішак · d7 чорна тура · e7 чорний кінь · a6 чорний пішак · f6 білий слон · c5 чорний кінь · e5 білий кінь · g5 білий кінь · h5 біла тура · a4 чорна тура · f4 чорний король · g4 білий пішак · b3 чорний слон · d3 чорний пішак · f3 чорний пішак · h3 білий пішак · f2 білий пішак · g1 біла тура | 4 |
| 3 | a8 білий король · d8 чорний слон · b7 білий слон · c7 чорний пішак · d7 чорна тура · e7 чорний кінь · a6 чорний пішак · f6 білий слон · c5 чорний кінь · e5 білий кінь · g5 білий кінь · h5 біла тура · a4 чорна тура · f4 чорний король · g4 білий пішак · b3 чорний слон · d3 чорний пішак · f3 чорний пішак · h3 білий пішак · f2 білий пішак · g1 біла тура | a8 білий король · d8 чорний слон · b7 білий слон · c7 чорний пішак · d7 чорна тура · e7 чорний кінь · a6 чорний пішак · f6 білий слон · c5 чорний кінь · e5 білий кінь · g5 білий кінь · h5 біла тура · a4 чорна тура · f4 чорний король · g4 білий пішак · b3 чорний слон · d3 чорний пішак · f3 чорний пішак · h3 білий пішак · f2 білий пішак · g1 біла тура | a8 білий король · d8 чорний слон · b7 білий слон · c7 чорний пішак · d7 чорна тура · e7 чорний кінь · a6 чорний пішак · f6 білий слон · c5 чорний кінь · e5 білий кінь · g5 білий кінь · h5 біла тура · a4 чорна тура · f4 чорний король · g4 білий пішак · b3 чорний слон · d3 чорний пішак · f3 чорний пішак · h3 білий пішак · f2 білий пішак · g1 біла тура | a8 білий король · d8 чорний слон · b7 білий слон · c7 чорний пішак · d7 чорна тура · e7 чорний кінь · a6 чорний пішак · f6 білий слон · c5 чорний кінь · e5 білий кінь · g5 білий кінь · h5 біла тура · a4 чорна тура · f4 чорний король · g4 білий пішак · b3 чорний слон · d3 чорний пішак · f3 чорний пішак · h3 білий пішак · f2 білий пішак · g1 біла тура | a8 білий король · d8 чорний слон · b7 білий слон · c7 чорний пішак · d7 чорна тура · e7 чорний кінь · a6 чорний пішак · f6 білий слон · c5 чорний кінь · e5 білий кінь · g5 білий кінь · h5 біла тура · a4 чорна тура · f4 чорний король · g4 білий пішак · b3 чорний слон · d3 чорний пішак · f3 чорний пішак · h3 білий пішак · f2 білий пішак · g1 біла тура | a8 білий король · d8 чорний слон · b7 білий слон · c7 чорний пішак · d7 чорна тура · e7 чорний кінь · a6 чорний пішак · f6 білий слон · c5 чорний кінь · e5 білий кінь · g5 білий кінь · h5 біла тура · a4 чорна тура · f4 чорний король · g4 білий пішак · b3 чорний слон · d3 чорний пішак · f3 чорний пішак · h3 білий пішак · f2 білий пішак · g1 біла тура | a8 білий король · d8 чорний слон · b7 білий слон · c7 чорний пішак · d7 чорна тура · e7 чорний кінь · a6 чорний пішак · f6 білий слон · c5 чорний кінь · e5 білий кінь · g5 білий кінь · h5 біла тура · a4 чорна тура · f4 чорний король · g4 білий пішак · b3 чорний слон · d3 чорний пішак · f3 чорний пішак · h3 білий пішак · f2 білий пішак · g1 біла тура | a8 білий король · d8 чорний слон · b7 білий слон · c7 чорний пішак · d7 чорна тура · e7 чорний кінь · a6 чорний пішак · f6 білий слон · c5 чорний кінь · e5 білий кінь · g5 білий кінь · h5 біла тура · a4 чорна тура · f4 чорний король · g4 білий пішак · b3 чорний слон · d3 чорний пішак · f3 чорний пішак · h3 білий пішак · f2 білий пішак · g1 біла тура | 3 |
| 2 | a8 білий король · d8 чорний слон · b7 білий слон · c7 чорний пішак · d7 чорна тура · e7 чорний кінь · a6 чорний пішак · f6 білий слон · c5 чорний кінь · e5 білий кінь · g5 білий кінь · h5 біла тура · a4 чорна тура · f4 чорний король · g4 білий пішак · b3 чорний слон · d3 чорний пішак · f3 чорний пішак · h3 білий пішак · f2 білий пішак · g1 біла тура | a8 білий король · d8 чорний слон · b7 білий слон · c7 чорний пішак · d7 чорна тура · e7 чорний кінь · a6 чорний пішак · f6 білий слон · c5 чорний кінь · e5 білий кінь · g5 білий кінь · h5 біла тура · a4 чорна тура · f4 чорний король · g4 білий пішак · b3 чорний слон · d3 чорний пішак · f3 чорний пішак · h3 білий пішак · f2 білий пішак · g1 біла тура | a8 білий король · d8 чорний слон · b7 білий слон · c7 чорний пішак · d7 чорна тура · e7 чорний кінь · a6 чорний пішак · f6 білий слон · c5 чорний кінь · e5 білий кінь · g5 білий кінь · h5 біла тура · a4 чорна тура · f4 чорний король · g4 білий пішак · b3 чорний слон · d3 чорний пішак · f3 чорний пішак · h3 білий пішак · f2 білий пішак · g1 біла тура | a8 білий король · d8 чорний слон · b7 білий слон · c7 чорний пішак · d7 чорна тура · e7 чорний кінь · a6 чорний пішак · f6 білий слон · c5 чорний кінь · e5 білий кінь · g5 білий кінь · h5 біла тура · a4 чорна тура · f4 чорний король · g4 білий пішак · b3 чорний слон · d3 чорний пішак · f3 чорний пішак · h3 білий пішак · f2 білий пішак · g1 біла тура | a8 білий король · d8 чорний слон · b7 білий слон · c7 чорний пішак · d7 чорна тура · e7 чорний кінь · a6 чорний пішак · f6 білий слон · c5 чорний кінь · e5 білий кінь · g5 білий кінь · h5 біла тура · a4 чорна тура · f4 чорний король · g4 білий пішак · b3 чорний слон · d3 чорний пішак · f3 чорний пішак · h3 білий пішак · f2 білий пішак · g1 біла тура | a8 білий король · d8 чорний слон · b7 білий слон · c7 чорний пішак · d7 чорна тура · e7 чорний кінь · a6 чорний пішак · f6 білий слон · c5 чорний кінь · e5 білий кінь · g5 білий кінь · h5 біла тура · a4 чорна тура · f4 чорний король · g4 білий пішак · b3 чорний слон · d3 чорний пішак · f3 чорний пішак · h3 білий пішак · f2 білий пішак · g1 біла тура | a8 білий король · d8 чорний слон · b7 білий слон · c7 чорний пішак · d7 чорна тура · e7 чорний кінь · a6 чорний пішак · f6 білий слон · c5 чорний кінь · e5 білий кінь · g5 білий кінь · h5 біла тура · a4 чорна тура · f4 чорний король · g4 білий пішак · b3 чорний слон · d3 чорний пішак · f3 чорний пішак · h3 білий пішак · f2 білий пішак · g1 біла тура | a8 білий король · d8 чорний слон · b7 білий слон · c7 чорний пішак · d7 чорна тура · e7 чорний кінь · a6 чорний пішак · f6 білий слон · c5 чорний кінь · e5 білий кінь · g5 білий кінь · h5 біла тура · a4 чорна тура · f4 чорний король · g4 білий пішак · b3 чорний слон · d3 чорний пішак · f3 чорний пішак · h3 білий пішак · f2 білий пішак · g1 біла тура | 2 |
| 1 | a8 білий король · d8 чорний слон · b7 білий слон · c7 чорний пішак · d7 чорна тура · e7 чорний кінь · a6 чорний пішак · f6 білий слон · c5 чорний кінь · e5 білий кінь · g5 білий кінь · h5 біла тура · a4 чорна тура · f4 чорний король · g4 білий пішак · b3 чорний слон · d3 чорний пішак · f3 чорний пішак · h3 білий пішак · f2 білий пішак · g1 біла тура | a8 білий король · d8 чорний слон · b7 білий слон · c7 чорний пішак · d7 чорна тура · e7 чорний кінь · a6 чорний пішак · f6 білий слон · c5 чорний кінь · e5 білий кінь · g5 білий кінь · h5 біла тура · a4 чорна тура · f4 чорний король · g4 білий пішак · b3 чорний слон · d3 чорний пішак · f3 чорний пішак · h3 білий пішак · f2 білий пішак · g1 біла тура | a8 білий король · d8 чорний слон · b7 білий слон · c7 чорний пішак · d7 чорна тура · e7 чорний кінь · a6 чорний пішак · f6 білий слон · c5 чорний кінь · e5 білий кінь · g5 білий кінь · h5 біла тура · a4 чорна тура · f4 чорний король · g4 білий пішак · b3 чорний слон · d3 чорний пішак · f3 чорний пішак · h3 білий пішак · f2 білий пішак · g1 біла тура | a8 білий король · d8 чорний слон · b7 білий слон · c7 чорний пішак · d7 чорна тура · e7 чорний кінь · a6 чорний пішак · f6 білий слон · c5 чорний кінь · e5 білий кінь · g5 білий кінь · h5 біла тура · a4 чорна тура · f4 чорний король · g4 білий пішак · b3 чорний слон · d3 чорний пішак · f3 чорний пішак · h3 білий пішак · f2 білий пішак · g1 біла тура | a8 білий король · d8 чорний слон · b7 білий слон · c7 чорний пішак · d7 чорна тура · e7 чорний кінь · a6 чорний пішак · f6 білий слон · c5 чорний кінь · e5 білий кінь · g5 білий кінь · h5 біла тура · a4 чорна тура · f4 чорний король · g4 білий пішак · b3 чорний слон · d3 чорний пішак · f3 чорний пішак · h3 білий пішак · f2 білий пішак · g1 біла тура | a8 білий король · d8 чорний слон · b7 білий слон · c7 чорний пішак · d7 чорна тура · e7 чорний кінь · a6 чорний пішак · f6 білий слон · c5 чорний кінь · e5 білий кінь · g5 білий кінь · h5 біла тура · a4 чорна тура · f4 чорний король · g4 білий пішак · b3 чорний слон · d3 чорний пішак · f3 чорний пішак · h3 білий пішак · f2 білий пішак · g1 біла тура | a8 білий король · d8 чорний слон · b7 білий слон · c7 чорний пішак · d7 чорна тура · e7 чорний кінь · a6 чорний пішак · f6 білий слон · c5 чорний кінь · e5 білий кінь · g5 білий кінь · h5 біла тура · a4 чорна тура · f4 чорний король · g4 білий пішак · b3 чорний слон · d3 чорний пішак · f3 чорний пішак · h3 білий пішак · f2 білий пішак · g1 біла тура | a8 білий король · d8 чорний слон · b7 білий слон · c7 чорний пішак · d7 чорна тура · e7 чорний кінь · a6 чорний пішак · f6 білий слон · c5 чорний кінь · e5 білий кінь · g5 білий кінь · h5 біла тура · a4 чорна тура · f4 чорний король · g4 білий пішак · b3 чорний слон · d3 чорний пішак · f3 чорний пішак · h3 білий пішак · f2 білий пішак · g1 біла тура | 1 |
|   | a | b | c | d | e | f | g | h |   |

1.Te1! ~ 2. h4! ~ 3. Sh3#
1. ... Td5 2. S:d3 S:d3 3. Se6#
                2. ... T:d3 3. Le5#
1. ... Ld5 2. Se6 S:e6 3. Sd3#
                2. ... L:e6 3. Lg5#